# Myrmica colax
Myrmica colax là một loài kiến, ban đầu được mô tả bởi Cole với danh pháp hai phần Paramyrmica colax. Cho đến nay, chỉ được biết đến từ địa phương điển hình núi Davis, Texas, Hoa Kỳ. ông tìm thấy M. colax trong một tổ M. striolagaster và xem hai loài khá giống nhau về hình thái. Điều này cho thấy M. colax có thể là một inquiline.